# Golub-Dobrzyń (gemeente)
De gemeente Golub-Dobrzyń is een landgemeente in het Poolse woiwodschap Koejavië-Pommeren, in powiat Golubsko-Dobrzyński.
De zetel van de gemeente is in Golub-Dobrzyń.
Op 30 juni 2004 telde de gemeente 8062 inwoners.

## Oppervlaktegegevens
In 2002 bedroeg de totale oppervlakte van gemeente Golub-Dobrzyń 197,45 km², waarvan:
- agrarisch gebied: 61%
- bossen: 20%

De gemeente beslaat 32,21% van de totale oppervlakte van de powiat.

## Demografie
Stand op 30 juni 2004:
| Omschrijving                   | Totaal | Totaal | Vrouwen | Vrouwen | Mannen | Mannen |
| ------------------------------ | ------ | ------ | ------- | ------- | ------ | ------ |
| eenheid                        | aantal | %      | aantal  | %       | aantal | %      |
| inwoners                       | 8062   | 100    | 3983    | 49,4    | 4079   | 50,6   |
| bevolkingsdichtheid (inw./km²) | 40,8   | 40,8   | 20,2    | 20,2    | 20,7   | 20,7   |

In 2002 bedroeg het gemiddelde inkomen per inwoner 1242,96 zł.

## Administratieve plaatsen (sołectwo)
Białkowo, Cieszyny, Duża Kujawa, Gajewo, Gałczewko, Karczewo, Lisewo, Macikowo, Nowa Wieś, Nowogród, Olszówka, Ostrowite, Paliwodzizna, Pląchoty, Podzamek Golubski, Skępsk, Sokoligóra, Sokołowo, Węgiersk, Wrocki.
Zonder de status sołectwo: Pusta Dąbrówka

## Aangrenzende gemeenten
Bobrowo, Ciechocin, Dębowa Łąka, Kowalewo Pomorskie, Radomin, Zbójno